# Okiura
okiura（オキウラ、9月22日 - ）は、日本のイラストレーター・漫画家。旧名・ノシ。血液型はAB型。

## 作品リスト

### 漫画
- マクロスF～しーくれっとびじょんず～

マクロスエース誌上にて連載中、原作：ビックウエスト、既刊：1巻
- 僕は友達が少ない 公式アンソロジーコミック（溝口ケージら27人との共著）
- GOD EATER the summer wars

### イラスト
- IS 〈インフィニット・ストラトス〉（MF文庫J版）（著：弓弦イズル、MF文庫J）
  - オーバーラップから刊行される新装版と第8巻以降のイラストはCHOCOが担当。
- 白銀のローレシアン（著：上原りょう、一迅社文庫）既刊2巻
- 学戦都市アスタリスク[1]（著：三屋咲ゆう、MF文庫J）全21巻

### 共著
- 魔王と踊れ! 〜Legend of the Lord of Lords〜（著：梅村崇・catwalk、神奈月昇との共著、一迅社文庫）

### アニメ
- プラスティック・メモリーズ（2015年、キャラクター原案）[2]

### ゲーム・TCG
- アンジュ・ヴィエルジュ　コードΣ40 シノン（キャラクターイラスト）
- 天華百剣　数珠丸恒次（キャラクターイラスト）